# Last (elektricitet)
Med en elektrisk last menar man normalt den del av en elektrisk krets där nyttoeffekten utvecklas. Elektriska laster brukar indelas i resistiva, induktiva och kapacitiva samt kombinationer av dessa.
Exempel på laster är allehanda lampor, apparater och maskiner, lysrör, antenner och högtalare.
Effekten i resistiva laster brukar kallas aktiv effekt, medan effekten i induktiva och kapacitiva laster kallas reaktiv effekt. Den reaktiva effekten är inte verkligt förbrukad energi, utan består av energi som lagrats upp i form av elektriska fält och magnetfält. Kombinationen av aktiv och reaktiv effekt brukar kallas skenbar effekt.
Rent resistiva laster är till exempel glödlampor och elektriska värmeelement.
Även övriga typer av laster brukar ha en betydande resistiv del, men laster som innehåller spolar, till exempel elmotorer, brukar även ha mycket induktans. Lysrör brukar däremot ha en betydande kapacitans.
Det är utifrån den skenbara effekten som ledningar och säkringar måste dimensioneras, då de strömmar som ska gå i ledningarna bestäms av denna. Därför försöker man undvika att den skenbara blir mycket större än den aktiva. Vissa laster med stor reaktiv effekt kompenseras genom att koppla in spolar (induktanser) eller kondensatorer (kapacitanser) av motsatt slag för att få ned den totala reaktiva effekten.